# Шэньчжоу-2
Шэньчжоу-2 (кит. 神舟2号) — беспилотный космический корабль КНР. Второй из кораблей серии «Шэньчжоу».

## Цель полёта
Должна быть отработана система для полёта человека в космос. За время полёта на борту корабля планировалось провести несколько научных экспериментов, в том числе медико-биологических, астрономических и материаловедческих. Для проведения научной программы на корабле было установлено в общей сложности 64 прибора, из них 15 — в спускаемом модуле, а 12 — в орбитальном модуле. Для проведения медико-биологических экспериментов на корабле имелась установка для выращивания протеинов, 25 образцов различных микроорганизмов, образцы клеток и клеточных структур позвоночных и беспозвоночных животных, растений, водных и наземных организмов и около 20 тыс. семян различных растений. В космос также отправились мухи-дрозофилы и шесть живых мышей.
Во время полета орбитальный модуль был отделен от корабля и остался на орбите, на которой он пребывал ещё в течение 260 дней.

## История
10 января 2001 года с космодрома Цзюцюань был успешно осуществлён запуск космического корабля «Шэньчжоу-2». Через 7 дней космического полета он успешно возвратился на Землю. Это был первый китайский беспилотный космический корабль. По сравнению с экспериментальным космическим кораблем «Шэньчжоу-1», конструкция системы «Шэньчжоу-2» были улучшены и повышены технические характеристики. По техническим параметрам «Шэньчжоу-2» в сущности является аналогом пилотируемого космического корабля.

## Предположение
Никаких подробностей относительно посадки спускаемого модуля не сообщается, китайское телевидение не показало никаких кадров с места приземления. Исходя из этого, некоторые иностранные эксперты полагают, что на этот раз тормозные пороховые ракеты, установленные на спускаемом аппарате могли сработать не вовремя или парашюты не раскрылись так, как должны были, что и привело к аварии при посадке. В 2017 году Ян Ливэй подтвердил, что имел место отказ парашютной системы, приведший к жесткой посадке и частичному сгоранию полезной нагрузки.